# بيتروس نويس
بيتروس نويس (باليونانية: Πέτρος Νοέας)‏ مواليد 20 يونيو 1987 في كالاماتا، هو لاعب كرة سلة يوناني. بدأ مسيرته الاحترافية في سنة 2004. يلعب مع نادي بانيونيوس. يحمل الرقم 5. يبلغ طوله 6 قدم 9 بوصة (2.1 م). حقق المركز الثاني في كرة السلة في ألعاب البحر الأبيض المتوسط 2009.

## المسيرة الاحترافية
لعب مع ماروسي في موسم 2010–2011، ثم لعب مع نادي إيه إي كي لكرة السلة في موسم 2011–2012، ثم لعب مع نادي أركاديكوس لكرة السلة في موسم 2014–2015، ثم لعب مع نادي بانيونيس لكرة السلة في سنة 2016.

## الميداليات
| الميدالية | المسابقة                                     |
| --------- | -------------------------------------------- |
| فضية      | كرة السلة في ألعاب البحر الأبيض المتوسط 2009 |

## روابط خارجية
- بيتروس نويس على موقع الاتحاد الدولي لكرة السلة (الإنجليزية)
- بيتروس نويس على موقع كرة السلة الأوروبية.كوم (الإنجليزية)
- بيتروس نويس على موقع DraftExpress.com (الإنجليزية)
- بيتروس نويس على موقع ريلجم (الإنجليزية)
- بيتروس نويس على موقع بروبوليرز (الإنجليزية)
- بيتروس نويس على موقع سبورتس رفرنس (الإنجليزية)